# Eixo do Mal (SIC Notícias)
O Eixo do Mal é um programa de televisão de opinião política do canal português de televisão por cabo SIC Notícias. É transmitido desde 2004.
O Eixo do Mal é uma produção da empresa Produções Fictícias. Também chegou a ser disponibilizado no portal PFTV. Tem a duração aproximada de 50 minutos. Até janeiro de 2019, era emitido originalmente perto da meia-noite de sábado para domingo. A partir desse mês, passou a ser emitido originalmente às quintas-feiras, perto das 23 horas, no horário em que era emitido até então o programa de debate Quadratura do Círculo, que terminou no primeiro mês de 2019.
No programa é discutida a atualidade política, social e cultural portuguesa e internacional.
O título do programa baseou-se na designação utilizada por George W. Bush para se referir a países com interesses contrários aos Estados Unidos da América, alegadamente com programas nucleares.
Os intervenientes são atualmente Clara Ferreira Alves, Daniel Oliveira, Luís Pedro Nunes e Pedro Marques Lopes. José Júdice e Pedro Mexia também foram comentadores regulares do programa. 
O moderador atual é Aurélio Gomes. Nuno Artur Silva moderou o programa de 2004 ao início de 2015.
Atualmente, a versão em áudio do programa também é, al como muitos outros programas semelhantes, disponibilizada no site do Expresso e em diversas plataformas de áudio e podcasts. Em meados da década de 2010, o programa chegou a ser disponibilizado na sua versão vídeo no site da SIC Notícias, sendo que na altura era necessário o pagamento através de uma mensagem SMS para o desbloqueio de cada episódio. Hoje em dia, o programa na sua versão vídeo é disponibilizado de forma gratuita no site daquela estação de televisão.